# Kriegersberg

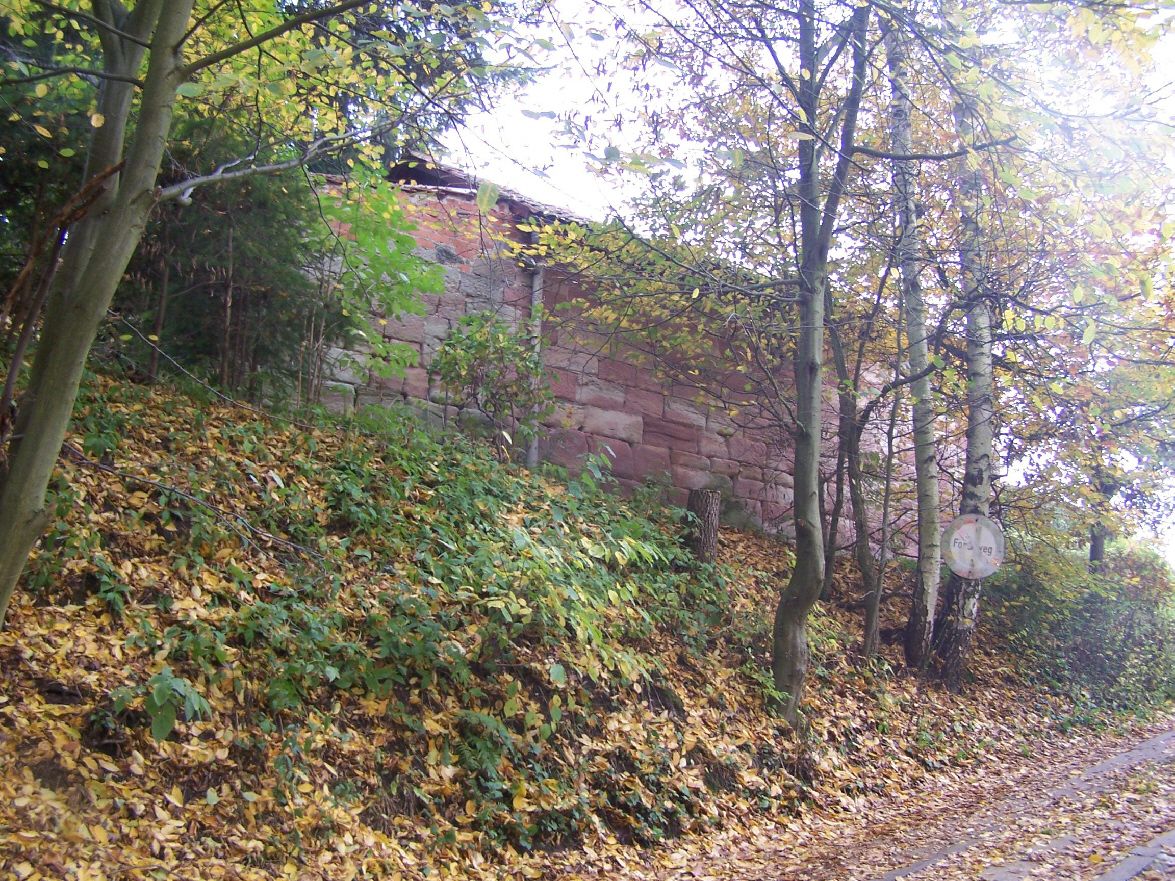
Mauerreste vom einstigen Gehöft Kriegersberg

Der Kriegersberg war eine Siedlung bei Marksuhl, einem Ortsteil der Gemeinde Gerstungen im Wartburgkreis in Thüringen. Das Einzelgehöft wurde während der DDR-Zeit aufgegeben und abgerissen.

## Lage
Der ehemalige Ort Kriegersberg befand sich etwa 1,5 Kilometer westlich der Ortslage von Marksuhl an der Straße vom Baueshof zum Mölmeshof und Josthof. Am Ort Kriegersberg
befinden sich heute einige Gartenhäuser.

## Geschichte

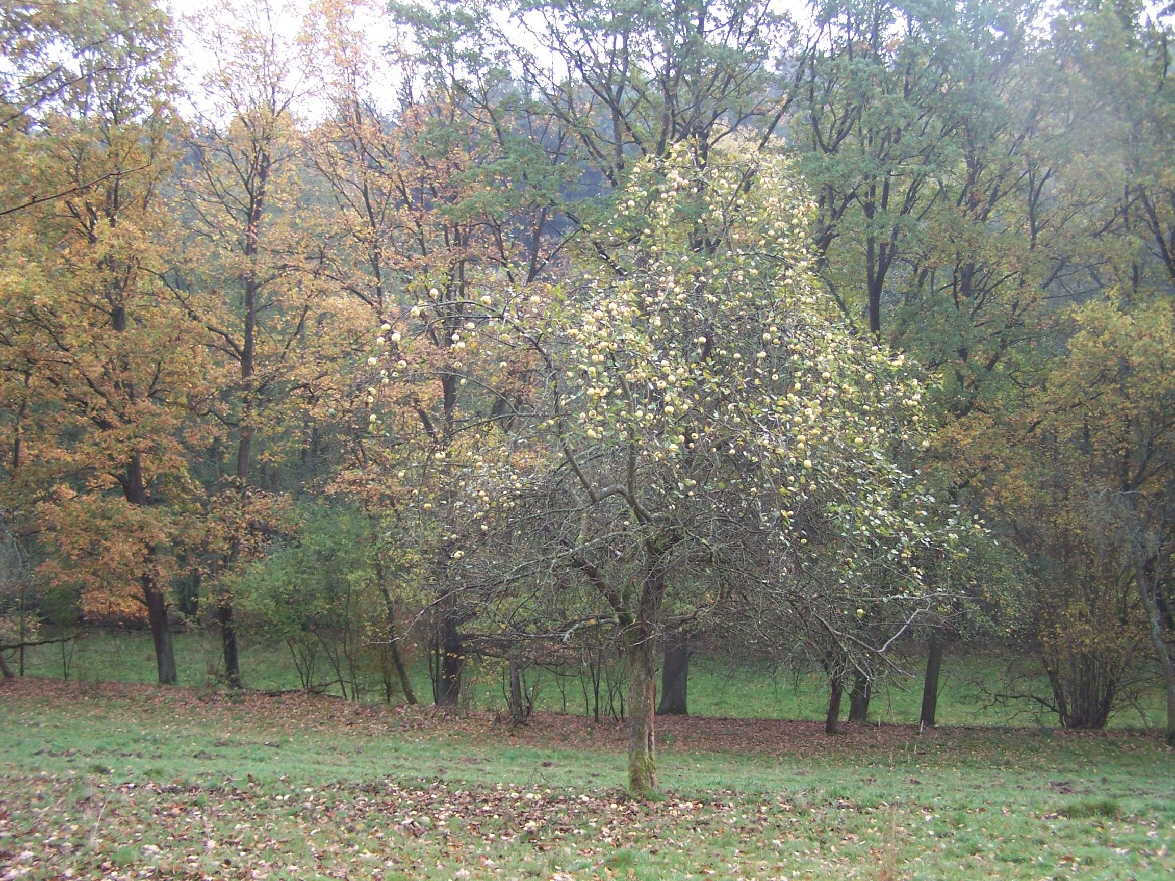
Streuobstwiese der Hofanlage Kriegersberg

Der Kriegersberg gehörte zu einer Gruppe von Höfen und Kleinsiedlungen (Clausberg, Lutzberg, Hütschhof, Frommeshof, Rangenhof, Meileshof, Lindigshof, Mölmeshof, Josthof und andere), die im Herrschaftsbereich der Frankensteiner Grafen und ihres Hausklosters Frauensee seit dem Hochmittelalter im Buntsandstein-Hügelland bei Marksuhl gegründet wurden.
1879 wurden, basierend auf der Volkszählung von 1875, statistische Angaben zum Ort Kriegersberg publiziert. Der Ort bestand nur aus dem Gehöft. Die Größe der Flur betrug 84,4 Hektar – davon entfielen auf Hoffläche und Gärten 1,7 ha, Wiesen 9 ha, Ackerfläche 47,2 ha. Wald 22,2 ha und auf Wege, Triften, Ödland und Obstbauplantagen 4,3 ha.